# Paul Guilfoyle
Paul Guilfoyle (født 28. april 1949 i Boston, Massachusetts, USA) er en amerikansk skuespiller. Han er kendt som Stone Livingston i  Wall Street (1987), Lloyd "Shep" Shepherd i Air Force One (1997), og Meyer Cohen i L.A. Confidential (1997).